# The Sun (Nueva York)

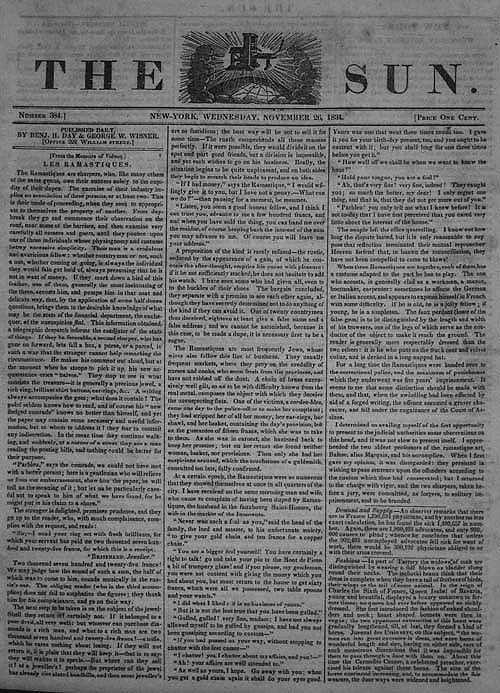
La portada del The Sun del 26 de noviembre de 1834.

El The Sun fue un periódico de Nueva York, Estados Unidos, publicado desde 1833 hasta 1950. Fue considerado un periódico serio, como los dos periódicos de gran formato más exitosos de la ciudad, el The New York Times y el New York Herald Tribune. El The Sun era el más políticamente conservador de los tres.

## Historia
En Nueva York, el The Sun comenzó a publicarse el 3 de septiembre de 1833, como un periódico matutino editado por Benjamin Day con el lema "It Shines for All" ("Brilla para todos"). Se trataba de un periódico con un precio de un centavo, característica común de otros periódicos de la época, que hacía posible que fuera adquirido por un gran número de personas y pudiera llegar así incluso a las capas más pobres de la sociedad.
El The Sun fue innovador en su contenido, siendo el primer periódico en informar de delitos y eventos personales, tales como suicidios, muertes, y divorcios. Day publicó la primera noticia referida a un suicidio. Esta historia fue importante porque se trató de la primera acerca de una persona común. Con ello, se había cambiado el periodismo para siempre, haciendo del periódico una parte integral de la comunidad y de la vida de los lectores. Antes de esto, todas las historias en los diarios trataban acerca de la política, reseñas de libros o el teatro. Day fue el primero en contratar a reporteros para salir a recoger historias. Antes de ello, los periódicos confiaban su contenido a los artículos enviados por los lectores, y en hacer copias no autorizadas de las historias de otros periódicos. Su enfoque en el crimen fue el comienzo del "arte del reporterismo y la narración de historias". Si no el inventor, el The Sun era, no obstante, el periódico que demostró de forma concluyente que un periódico podía ser financiado a través de la publicidad y no de las cuotas de suscripción, y podía ser vendido en la calle en lugar de ser entregado a cada suscriptor. Además, el The Sun no estaba dirigido a la élite, sino al común de las masas del pueblo trabajador. Day se dio cuenta de que las masas se estaban alfabetizando de forma rápida, y demostró que de ello se podía obtener un beneficio. Antes del The Sun, los impresores producían periódicos, a menudo con pérdidas, viviendo en su lugar de la venta de otros servicios de impresión.
En 1887 se introdujo una edición de tarde, bajo el título de The Evening Sun. Frank Munsey compró ambas ediciones (matutina y vespertina) en 1916 y fusionó el The Evening Sun con su periódico New York Press. La edición de mañana del The Sun se fusionó por un tiempo con el New York Herald de Munsey, llamándose The Sun and New York Herald, pero en 1920 Munsey los separó de nuevo, eliminó The Evening Sun y trasladó The Sun a un formato vespertino. Este periódico continuó hasta el 4 de enero de 1950, cuando se fusionó con el New York World-Telegram para formar un nuevo periódico llamado New York World-Telegram and Sun; en 1966, este se convirtió en parte del New York World Journal Tribune, que duró hasta el año siguiente.

## Hitos
El The Sun primero se hizo famoso por su papel central en el Gran engaño de la Luna de 1835, una historia fabricada acerca de la existencia de una supuesta civilización en la Luna, que el periódico atribuía falsamente al astrónomo británico John Herschel, y nunca se retractó. El 13 de abril de 1844, el The Sun publicó también como un hecho un cuento de Edgar Allan Poe que ahora se conoce como "The Balloon-Hoax" ("El engaño del globo"), del que se retractó dos días después de su publicación. La historia trataba acerca de una imaginaria travesía del Atlántico en globo aerostático.

## Periodistas notables delThe Sun
- John A. Arneaux, reportero en 1884
- Moses Yale Beach, un propietario temprano del The Sun
- Charles Anderson Dana, copropietario y editor (1868-1897)
- Paul Dana, editor (1880–1897)
- W.C. Heinz, corresponsal de guerra y periodista deportivo (1937-1950)
- Bruno Lessing, reportero (1888–1894)
- John Swinton, jefe editorial (1875–1883 y 1892–1897)